# Teatro Serrano (Sueca)
El Teatro Serrano de Sueca (en valenciano, Teatre Serrano) es un edificio situado en la calle del Sequial número 32 de Sueca (Valencia), España.

## Edificio
Es una de las obras más representativas del art déco valenciano en Sueca. El proyecto del edificio es obra del arquitecto suecano Juan Guardiola y data del año 1934.
El teatro era propiedad de la propia familia del arquitecto Guardiola, que disponía de varios cines y teatros en la misma comarca. Consta de planta baja, dos alturas y ático de menor altura. En el edificio podemos encontrar una clara influencia del art déco norteamericano más genuino. Disponía de un aforo para un total de 2.052 espectadores. 
El teatro, que operaba como sala de cine, cerró sus puertas el 1 de octubre de 1978. Actualmente el bajo comercial está ocupado por la cadena de supermercados Mercadona. Cabe destacar el letrero de grandes dimensiones que la cadena de supermercados despliega en la fachada de un edificio histórico con tanto valor arquitectónico, siendo considerada por expertos locales como una aberración urbanística.